# جایزه یک عمر دستاورد هنری بنیاد فیلم آمریکا
جایزه یک عمر دستاورد هنری بنیاد فیلم آمریکا (انگلیسی: AFI Life Achievement Award) جایزه‌ای است که در سال ۱۹۷۳ توسط هیئت مدیره بنیاد فیلم آمریکا برای تقدیر از پیشکسوتان سینما و تلویزیون بنیان نهاده شد. این جایزه به‌طور سالانه در مراسمی اهدا می‌شود و گیرنده قبل از دریافت آن مطلع می‌شود.
در عصر کنونی، بازیگرانی مثل دنزل واشینگتن، تام هنکس، داین کیتون، مل بروکس، جورج کلونی، آل پاچینو و شان کانری این جایزه را دریافت کرده‌اند.